# Harmothoe grisea
Harmothoe grisea är en ringmaskart som först beskrevs av Grube 1870.  Harmothoe grisea ingår i släktet Harmothoe och familjen Polynoidae. Inga underarter finns listade i Catalogue of Life.